# IQ Водолея
IQ Водолея (лат. IQ Aquarii), HD 198272 — одиночная переменная звезда в созвездии Водолея на расстоянии приблизительно 659 световых лет (около 202 парсеков) от Солнца. Видимая звёздная величина звезды — от +6,58m до +6,02m.

## Характеристики
IQ Водолея — красный гигант, пульсирующая полуправильная переменная звезда типа SRB (SRB) спектрального класса M3 или M5III. Эффективная температура — около 3305 К.